# Olpium philippinum
Olpium philippinum es una especie de arácnido del orden Pseudoscorpionida de la familia Olpiidae.

## Distribución geográfica
Se encuentra en Filipinas.